# Marino Renner
Marino Renner (Trieste, 7 giugno 1914 – Trieste, 2 marzo 1996) è stato un calciatore italiano, di ruolo difensore.

## Carriera
Giocò due stagioni in Serie A con Triestina e Livorno.
Militò poi nel Manfredonia e nel Pescara.